# Cecil (Löwe)

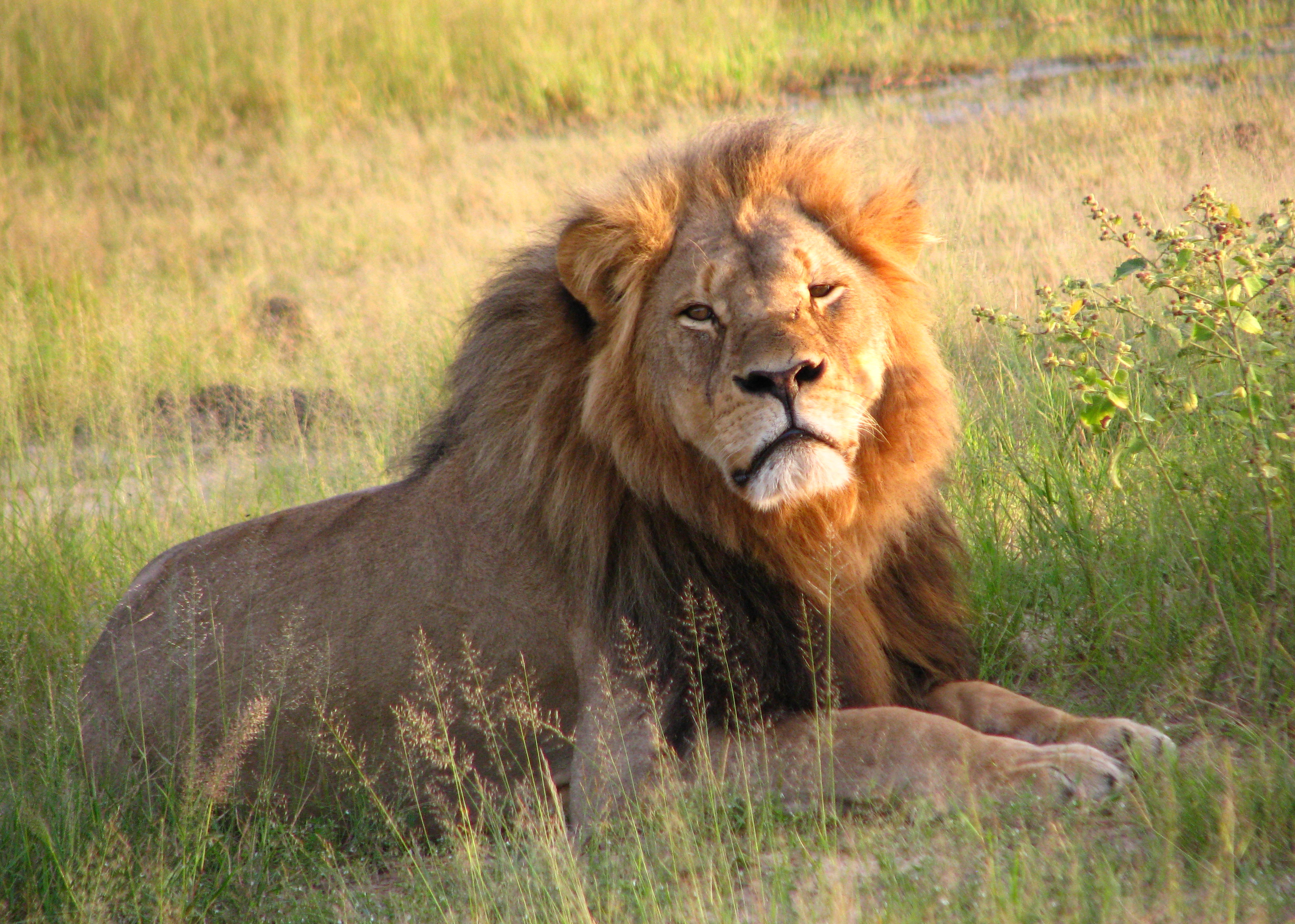
Cecil (im Hwange-Nationalpark, Simbabwe, 2010)

Cecil (* ca. 2002; † 1. Juli 2015) war ein männlicher afrikanischer Löwe aus Simbabwe, der international bekannt wurde, nachdem ihn ein US-Amerikaner unter fragwürdigen Umständen bei einem Jagdausflug getötet hatte.

## Leben
Cecil lebte im Hwange-Nationalpark. Der Löwe soll in Simbabwe berühmt gewesen sein, was jedoch auch in Zweifel gezogen wird. Das Tier war an seiner teilweise schwarzen Mähne leicht zu erkennen und trug ein GPS-Halsband, da die Löwen im Hwange-Nationalpark seit 1999 von Wissenschaftlern des Wildlife Conservation Research Unit der Universität Oxford beobachtet werden.
Am 1. Juli 2015 wurde Cecil durch den Pfeil des Zahnarztes Walter Palmer getroffen. Nach Presseberichten starb das Tier nicht sofort, sondern musste wahrscheinlich mindestens 24 Stunden Schmerzen ertragen. Der Jäger hatte Cecil zunächst aus dem Reservat gelockt, dann mit der Armbrust auf ihn geschossen und ihn etwa einen Tag später getötet, geköpft und gehäutet. Illegal war das Herauslocken des Löwen aus dem Reservat, in dem er nicht hätte erlegt werden dürfen. Für diesen Umstand sollten sich zwei Simbabweer vor Gericht verantworten.

## Reaktionen in der Öffentlichkeit und Behörden
Infolge anhaltender internationaler Berichterstattung erlangte das Ereignis in den letzten Julitagen 2015 auch im deutschsprachigen Raum mediale Aufmerksamkeit. Im Internet wurden – hauptsächlich in englischer Sprache – mehrere Petitionen organisiert, die weltweit von über 100.000 Menschen unterstützt wurden. Allein die Petition von Rettet den Regenwald gegen Trophäenjagd fand 96.000 Unterstützer.
Schließlich musste Palmer angesichts der Proteste die Website seiner Zahnarztpraxis in Minnesota (USA) vom Netz nehmen. Weiterhin verwüsteten Unbekannte zeitnah das Ferienhaus Palmers in Florida mit weithin sichtbaren Graffiti sowie das Grundstück mit Schlachtabfällen. Ein Aufruf im Internet, der sich an Robert Mugabe, den damaligen Präsidenten von Simbabwe, richtete, wurde von mehr als 800.000 Menschen unterstützt.
Einige Berichte gehen davon aus, dass die Jagd außerhalb des Schutzgebietes erlaubt gewesen sei. Palmer behauptet, er habe nicht gewusst, welche Bedeutung dem Tier zugekommen sei. Besondere Empörung riefen Berichte hervor, wonach der Zahnarzt 50.000 US-Dollar für das Jagdabenteuer bezahlt habe. Einzelne Medien forschten nach möglichen Vorstrafen und dem sonstigen Jagdgebaren von Palmer.
Simbabwes Umweltministerin Oppah Muchinguri forderte Ende Juli 2015 die Auslieferung Palmers. Anfang August 2015 haben die zuständigen Behörden in Simbabwe als Reaktion auf den Vorfall die Jagdbestimmungen verschärft und alle Jäger auf privatem Land dazu aufgefordert, das Land umgehend zu verlassen. Ein umfassendes Verbot der Großwildjagd in Simbabwe war jedoch nur einige Tage in Kraft. Am 11. August wurde bekannt gegeben, dass sie mit Ausnahme des westlichen Gebiets nahe dem Hwange-Nationalpark unter Auflagen in dem Land wieder gestattet sei. Die Auflagen sehen vor, dass Jäger zukünftig auf eigene Kosten von Wächtern der Nationalparks bei der Jagd begleitet werden müssen.

## Konsequenzen für das Löwenrudel
Wenn ein Rudelführer stirbt, tötet ein Nachfolger, der das Revier erobert, meist alle Jungtiere des ehemaligen Rudelführers. Die Wissenschaftler aus der Oxford-Studie und Johnny Rodrigues, der Leiter der örtlichen Tierschützer, gingen zunächst davon aus, dass Cecils sechs Jungen bald getötet werden würden. Inzwischen hat sich jedoch ein Löwe des gleichen Rudels namens Jericho der Jungen, an die er bereits gewöhnt war, angenommen.
Im Juli 2017 wurde Cecils sechsjähriger Sohn Xanda von einem Trophäenjäger erschossen.

## Die Folgen für Simbabwe
Aufgrund der hohen medialen Aufmerksamkeit und der negativen Berichterstattung über die Tötung des Löwen Cecil durch Walter Palmer kamen in der Folgezeit deutlich weniger Jäger nach Simbabwe. Dies führte dazu, dass das Land hohe finanzielle Einbußen in Kauf nehmen musste und es zu einer Löwen-Überpopulation kam.